# Samuel Sharpe

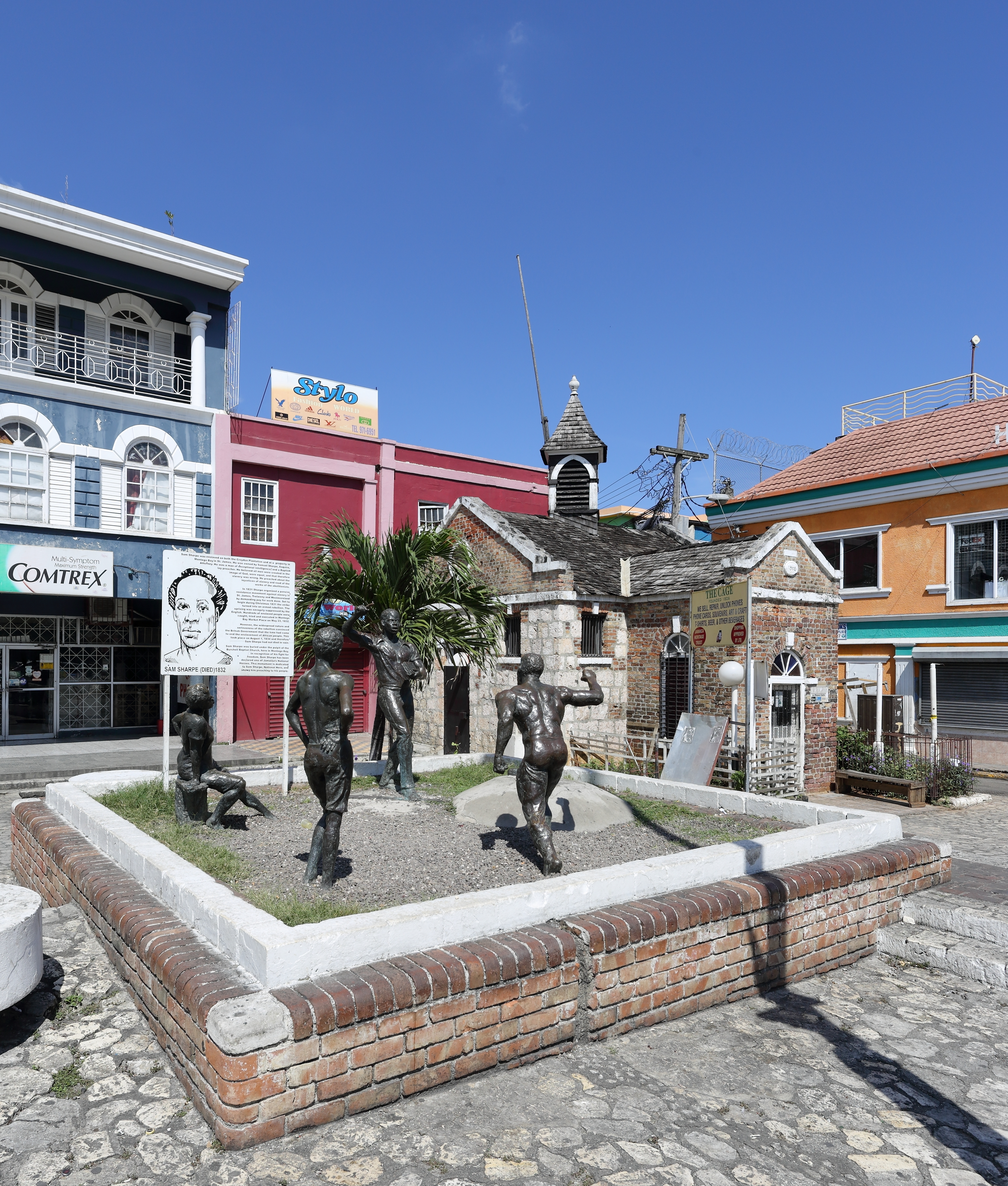
Statue von Samuel Sharpe, Montego Bay

Samuel Sharpe (* 1801 in Montego Bay, Jamaika; † 1832 ebenda) ist einer der sieben Nationalhelden Jamaikas, sein voller Titel lautet The Right Excellent Samuel Sharpe. 1831 führte er den Weihnachtsaufstand in Montego Bay an.

## Leben
Der Sohn kreolischer Sklaven hatte das Glück, lesen und schreiben zu lernen, was ihn zu einer Respektsperson für die anderen Sklaven machte. Sharpe wurde Prediger der Baptisten, verbrachte viel Zeit damit, Plantagen im Saint James Parish zu besuchen und eine Glaubensgemeinschaft unter seinen Leidensgenossen aufzubauen. Er setzte sich für das Ende der Sklaverei ein.
In der falschen Annahme, das britische Parlament habe die Sklaverei beendet, organisierte er während der Zuckerrohrernte einen Streik im Westen Jamaikas. Zeitweise beteiligten sich 60.000 Menschen an der zunächst friedlichen Aktion. 
Am 25. Dezember 1831 begann der eigentliche Weihnachtsaufstand. Einige Streikende begannen, wahrscheinlich ohne das Wissen Sharpes, Felder abzubrennen. Menschen wurden nicht angegriffen. Das Militär auf der Insel schlug den Aufstand binnen zwei Wochen nieder. Sharpe wurde zusammen mit anderen Anführern 1832 in Montego Bay hingerichtet. Die Rebellion zog zwei detaillierte parlamentarische Untersuchungen nach sich, die dazu beigetragen haben, die Sklaverei im Jahr 1833 durch das Slavery Abolition Act zu beenden.
1975 erklärte das Jamaikanische Parlament Samuel Sharpe zu einem der sieben offiziellen Nationalhelden der Insel. An seinem Hinrichtungsort steht ein Denkmal.